# Diego Rosati
Diego Rosati (ur. 22 listopada 1978) – argentyński judoka. Olimpijczyk z Pekinu 2008, gdzie zajął dziewiąte miejsce w wadze średniej.
Zajął 33. miejsce na mistrzostwach świata w 2010; uczestnik zawodów w 2007, 2009 i 2011. Startował w Pucharze Świata w latach 2000 i 2009-2012. Piaty na igrzyskach panamerykańskich w 2003. Pierwszy na igrzyskach Ameryki Południowej w 2006 i 2010; trzeci w 2002. Zdobył trzy medale mistrzostw panamerykańskich w latach 1999 – 2010. Trzykrotny medalista mistrzostw Ameryki Południowej.

## Letnie Igrzyska Olimpijskie 2008
| Konkurencja | Eliminacje          | Eliminacje            | Repasaże                | Repasaże                  | Klas. końcowa |
| Konkurencja | Przeciwnik I        | Przeciwnik II         | Przeciwnik I            | Przeciwnik II             | Miejsce       |
| ----------- | ------------------- | --------------------- | ----------------------- | ------------------------- | ------------- |
| 90 kg       | Brian Olson (USA) Z | Iwan Pierszyn (RUS) P | Patrick Trezise (RSA) Z | Andrej Kazusionak (BLR) P | 9.            |